# Crateromys heaneyi
Crateromys heaneyi es una especie de roedor de la familia Muridae.

## Distribución geográfica
Son endémicos de la isla de Panay en las Filipinas.